# Hans Jakob (Fußballspieler, 1908)
Hans Jakob (* 16. Juni 1908 in München; † 23. März 1994 in Regensburg) war ein deutscher Fußballtorwart, Olympiateilnehmer 1936 und Weltmeisterschaftsdritter 1934.

## Spielerkarriere

### Vereine
In München geboren, gelangte Jakob im Kleinkindalter nach Regensburg, der Heimatstadt seiner Eltern. Mit zwölf Jahren begann er in der Fußballabteilung des TV 1861 Regensburg mit dem Fußballspielen, zunächst noch als Feldspieler. Bedingt durch das Fehlen eines Torhüters wurde ihm diese Position zuteil. Durch die am 28. Februar 1924 erfolgte Reinliche Scheidung formierte sich die Fußballabteilung als Sportbund Jahn Regensburg, der sich Jakob anschloss. Sein erstes von 1000 Spielen (bis 1942) für die erste Mannschaft gab er 1926 im Alter von 18 Jahren beim 3:2-Sieg im Kreisligaspiel gegen die SpVgg Landshut. Mit dem Aufstieg in die erstklassige Bezirksklasse in der Folgespielzeit, war er in dieser bis 1933 aktiv. Von 1933 bis 1935 und – Abstieg bedingt – von 1937 bis 1942 spielte er in der erstklassigen Gauliga Bayern, die ab 1939 offiziell Sportbereichsklasse hieß. Den Gauauswahlwettbewerb um den Adolf-Hitler-Pokal 1933 gewann er mit der Gauauswahl Bayern am 6. August 1933 in München, mit 6:1 im Wiederholungsspiel gegen die Gauauswahl Berlin-Brandenburg, nachdem das Finale am 23. Juli 1933 mit dem 2:2-Unentschieden keinen Sieger fand. Das Finale um den Reichsbundpokal 1939 dagegen verlor er mit der Gauauswahl Bayern mit 1:2 Toren gegen die Gauauswahl Schlesien.
Während des Zweiten Weltkriegs – vom Frontdienst befreit – lebte er ab 1943 aus beruflichen Gründen in Oberbayern und absolvierte drei Spielzeiten für den FC Bayern München, seine letzte in der neugeschaffenen Oberliga Süd, in der er am 4. November 1945 (1. Spieltag) bei der 1:2.Niederlage im Auswärtsspiel gegen den 1. FC Nürnberg und zuletzt, in seinem dritten Punktspiel, am 27. Januar 1946 (13. Spieltag) bei der 0:2-Niederlage im Auswärtsspiel gegen die Stuttgarter Kickers zum Einsatz kam. In der Saison 1946/47 half er beim oberfränkischen 1. FC Lichtenfels in der zweitklassigen Landesliga Bayern aus, ehe er nach Regensburg zurückkehrte. Für die Reservemannschaft der Oberpfälzer war er bis 1949 aktiv, bevor er 41-jährig aus gesundheitlichen Gründen seine Karriere beenden musste.

### Nationalmannschaft
Von Reichstrainer Otto Nerz bei der Endrunde um die Süddeutsche Meisterschaft 1930 entdeckt, wurde Jakob in die A-Nationalmannschaft berufen. Sein Debüt im Nationaltrikot gab er am 2. November 1930 in Breslau beim 1:1-Unentschieden gegen die Auswahl Norwegens – sein einziges Länderspiel in dieser Spielzeit. 1932 kam er bereits fünfmal und 1933 zweimal zum Einsatz, bevor er mit der Mannschaft an der vom 27. Mai bis 10. Juni 1934 in Italien ausgetragenen Weltmeisterschaft teilnahm. Sein einziges Turnierspiel war das mit 3:2 gegen die Auswahl Österreichs gewonnene Spiel um Platz 3. 1934 und 1935 absolvierte er vier bzw. fünf Länderspiele, bevor er mit der Mannschaft an dem vom 3. bis 15. August 1936 in Berlin ausgetragenen olympischen Fußballturnier teilnahm und mit ihr nach der unerwarteten 0:2-Niederlage am 7. August im Viertelfinale gegen die Auswahl Norwegens aus dem Turnier ausschied. In der Spielzeit 1936/37 absolvierte er mit neun Einsätzen die größte Anzahl an Länderspielen, darunter auch das legendäre Spiel der Breslau-Elf, die am 16. Mai 1937 im schlesischen Breslau 8:0 gegen die Auswahl Dänemarks gewann.
Am 20. Juni 1937 gehörte er einer westeuropäischen Auswahlmannschaft an, die in Amsterdam mit 1:3 einer zentraleuropäischen Auswahlmannschaft unterlag.
Mit drei erfolgreichen Qualifikationsspielen im Jahr 1937 war die Teilnahme an der Weltmeisterschaft 1938 in Frankreich gesichert, der er allerdings fernblieb wegen des plötzlichen Todes seiner viereinhalbjährigen Tochter. Sein letztes von 38 Länderspielen bestritt er am 24. September 1939 in Budapest bei der 1:5-Niederlage gegen die Auswahl Ungarns. Seine Bilanz: 22 Siege, 8 Remis, 8 Niederlagen – 91:54 Tore. Mit der am 14. Mai 1938 in Berlin gegen die Auswahl Englands erlittenen 3:6-Niederlage musste er die meisten Gegentore in einem Spiel hinnehmen.

## Trainerkarriere
Nach Beendigung seiner Fußballerkarriere trainierte er eine Zeit lang den 1. FC Passau und war danach als Offizieller für den SSV Jahn Regensburg tätig. In der Saison 1959/60 betreute er die Mannschaft als Trainer in der 2. Oberliga Süd und führte sie 1960/61 in die erstklassige Oberliga Süd.

## Auszeichnungen
- 1986: Silberne Bürgermedaille der Stadt Regensburg

## Sonstiges
- Hans Jakob ist der bis heute einzige Nationalspieler aus Regensburg.
- Bis zu seinem Tod am 24. März 1994 blieb Hans Jakob Fan des SSV Jahn Regensburg und besuchte regelmäßig die Spiele im Jahnstadion.
- In der ZDF-Fernsehsendung „Unsere Besten“ im Rahmen der Weltmeisterschaft 2006 wurde er auf Platz 234 gewählt.
- 2007 wurde er in die Jahrhundert-Elf des SSV Jahn Regensburg gewählt.
- Die Südtribüne des Jahnstadions Regensburg, auf der die Fans des SSV Jahn Regensburg Platz finden, ist nach ihm benannt („Hans Jakob Tribüne“).